# 新中里
新中里（しんなかざと）は、埼玉県さいたま市中央区の町名。現行行政地名は新中里一丁目から新中里五丁目。郵便番号は338-0011。

## 地理
さいたま市中央区の東部に位置する。与野駅や与野本町駅からも近く住宅地が広がる。高沼用水東縁や鴻沼川が流れる。

### 地価
住宅地の地価は2017年（平成29年）の公示地価によれば新中里1-10-15の地点で26万3000円/m2となっている。

## 歴史
もとは江戸期より存在した武蔵国足立郡与野領に属する中里村であった。『新編武蔵風土記稿』では民家8軒。
- 知行は旗本牧野氏、以降変遷無しで幕末に至る[5]。なお、1729年（享保14年）に鴻沼の干拓、および高沼用水が開削され、1731年（享保16年）に高沼新田、翌年砂原新田と称する持添新田を領する[5]。持添新田は幕府領。
- 幕末時点では足立郡中里村であった。明治初年の『旧高旧領取調帳』の記載によると、代官大竹左馬太郎支配所が管轄する幕府領と、旗本牧野助十郎の知行であった[7]。
- 1868年（慶応4年）6月19日 - 旧幕府領が武蔵知県事・山田政則（忍藩士）の管轄となる。
- 1869年（明治2年） 
  - 1月13日 - 武蔵知県事・宮原忠英の管轄区域に大宮県を設置、同県の管轄となる。県庁は東京府馬喰町に置かれる。
  - 9月29日 - 県庁が浦和に置かれ浦和県に改称。
  - 12月2日 - この日までに旗本領が上知され、浦和県の管轄となる（府藩県三治制も参照）。
- 1871年（明治4年）11月13日 - 第1次府県統合により埼玉県の管轄となる。
- 1873年（明治6年） - 中里大日堂を仮用して中里学校（現さいたま市立大戸小学校）が開設される[5]。
- 1879年（明治12年）3月17日 - 郡区町村編制法により成立した北足立郡に属す。郡役所は浦和宿に設置。
- 1889年（明治22年）4月1日 - 町村制施行に伴い、北足立郡与野町・小村田村・下落合村・上落合村・中里村・大戸村・鈴谷村・上峰村・八王子村・円阿弥村が合併して与野町となる。与野町の大字中里となる[5]。
- 1958年（昭和33年）7月15日 - 与野町が市制施行し、与野市となる[8]。与野市の大字となる。
- 1963年（昭和38年） - 大字中里の一部を大字大戸へ編入[5]。
- 1987年（昭和62年）4月1日 - 地内に与野中央公園が造成され、開園する。
- 1995年（平成7年）8月7日 - 住居表示実施により大字中里から新中里一丁目〜五丁目が成立。これにより大字中里は消滅。
- 2001年（平成13年）5月1日 - 与野市が、浦和市、大宮市と合併しさいたま市となり、さいたま市の町名となる。
- 2003年（平成15年）4月1日 - さいたま市が政令指定都市に移行しさいたま市中央区の町名となる。

## 世帯数と人口
2017年（平成29年）9月1日現在の世帯数と人口は以下の通りである。
| 丁目         | 世帯数    | 人口     |
| ------------ | --------- | -------- |
| 新中里一丁目 | 952世帯   | 2,197人  |
| 新中里二丁目 | 636世帯   | 1,344人  |
| 新中里三丁目 | 715世帯   | 1,558人  |
| 新中里四丁目 | 1,091世帯 | 2,678人  |
| 新中里五丁目 | 968世帯   | 2,230人  |
| 計           | 4,362世帯 | 10,007人 |

## 小・中学校の学区
市立小・中学校に通う場合、学区（校区）は以下の通りとなる。
| 丁目         | 番地 | 小学校                 | 中学校                   |
| ------------ | ---- | ---------------------- | ------------------------ |
| 新中里一丁目 | 全域 | さいたま市立大戸小学校 | さいたま市立与野南中学校 |
| 新中里二丁目 | 全域 | さいたま市立大戸小学校 | さいたま市立与野南中学校 |
| 新中里三丁目 | 全域 | さいたま市立大戸小学校 | さいたま市立与野南中学校 |
| 新中里四丁目 | 全域 | さいたま市立大戸小学校 | さいたま市立与野南中学校 |
| 新中里五丁目 | 全域 | さいたま市立大戸小学校 | さいたま市立与野南中学校 |

## 交通

### 鉄道
- 地区内に線路は敷かれていないが、近隣の埼京線与野本町駅、南与野駅、京浜東北線与野駅、北浦和駅などが利用できる。

### 道路
- 国道17号
- 大戸中通り[10]
- 里見通り
- 中里東通り
- 与野中央通り
- たつみ通り

## 施設
- さいたま市立大戸小学校
- 県営中里団地
- 至誠堂整形外科病院
- 中里自治会館
- 中里稲荷神社
- 弘法尊院
- 大日堂
- 与野中央公園
- 新中里公園